# Antianthe boliviana
Antianthe boliviana är en insektsart som beskrevs av Metcalf. Antianthe boliviana ingår i släktet Antianthe och familjen hornstritar. Inga underarter finns listade i Catalogue of Life.